# ビクトリア・マイヤー
ビクトリア・マイヤー（Victoria Mayer、2001年6月19日 - ）は、アルゼンチンのバレーボール選手。ポジションはセッター。アルゼンチン代表。表記の揺れでビクトリア・マジェルと記されることがある。

## 来歴

### クラブチーム
サンタフェ出身。2017年、CA San Jorgeへ入団。2018/19シーズンはGimnasia y Esgrima La Plataへ移籍し、アルゼンチン国内リーグで4位となった。2019年10月、ブラジルのFlamengoへ移籍し、正セッターとして活躍した。2020年5月、イタリアセリエA1のキエーリ'76・バレーボールへの移籍が発表され、2020/21シーズンのセリエA1リーグは6位、イタリアカップ3位となった。2021/22シーズンはフランスのLevallois Paris Saint-Cloudへ移籍し、シーズン途中からイタリアのBusto Arsizioへ加入し、セリエA1リーグでプレーした。2022年6月、フランスのバレー・ミュルーズ・アルザスへの移籍が発表され、2022/23シーズンのフランスリーグで準優勝し、自身はベストセッター賞を受賞した。2023/24シーズンもVolley Mulhouse Alsaceでプレーし、フランスリーグでは3位、フランスカップでは準優勝した。2024年5月、ポーランドのMOYA Radomka Radomとの契約が発表された。

### 代表チーム
アンダーカテゴリーの代表として2016年、U-20南米選手権で銀メダルを獲得した。2017年、U-21パンアメリカンカップで銀メダルを獲得し、同年のU-19世界選手権に出場した。2019年、シニア代表に初選出され、同年8月の東京五輪大陸間予選でデビューし、同年9月のワールドカップにも出場した。2021年、東京五輪に出場した。2022年9-10月の世界選手権に出場した。2023年からは代表チームで主将を務め、同年の南米選手権で銀メダルを獲得し、パリ五輪予選に出場した。2024年、チャレンジャーカップに出場した。

## 球歴
- オリンピック - 2021年
- 世界選手権 - 2022年
- ワールドカップ - 2019年
- オリンピック予選 - 2019年、2023年
- 南米選手権 - 2021年、2023年

## 所属クラブ
- CA San Jorge（2017-2018年）
- Gimnasia y Esgrima La Plata（2018-2019年）
- Flamengo（2019-2020年）
- キエーリ'76・バレーボール（2020-2021年）
- Levallois Paris Saint-Cloud（2021-2022年）
- FVブスト・アルシーツィオ（2022年）
- バレー・ミュルーズ・アルザス（2022-2024年）
- MOYAラドムカ・ラドム（2024年-）

## 脚部
1. ↑  “[https://wc2019.jva.or.jp/team/women/arg.html 出場チーム
アルゼンチンアルゼンチン［3大会連続6回目］]” (2019年9月14日). 2024年9月22日閲覧。
2. ↑  “María Victoria Mayer é o novo reforço do FlaVôlei” (2019年10月10日). 2024年9月22日閲覧。
3. ↑  “Vicky Mayer, dall’Argentina alla Reale Mutua Fenera Chieri ’76” (2020年5月21日). 2024年9月22日閲覧。
4. ↑  “Busto Arsizio dispensa Dijkema e contrata Victoria Mayer” (2022年3月31日). 2024年9月22日閲覧。
5. ↑  “Vicky Mayer prend la passe à l’ASPTTM” (2022年6月9日). 2024年9月22日閲覧。
6. ↑  “Victoria Mayer nową zawodniczką MOYA Radomki Radom!” (2024年5月10日). 2024年9月22日閲覧。
7. ↑  “Mayer taking note of her Tokyo lessons” (2021年8月1日). 2024年9月22日閲覧。